# Gyenis Antal
Gyenis Antal (Üszögpuszta, 1871. december 30. – Tamási, 1919. augusztus 13.) tanító, lapszerkesztő, a Magyarországi Tanácsköztársaság alatt a dombóvári direktórium tagja és a helyi forradalmi törvényszék elnöke.

## Élete
1891-ben szerzett tanítói oklevelet, majd tíz éven át falusi iskolákban tanított. 1901-től a dombóvári elemi iskola igazgatója. 1904-ben felvette a kaposvári Berzsenyi szabadkőműves páholy, amelyben mintegy egy évre rá elérte a mester fokot. 1912-től ő szerkesztette a Dombóvár és Vidéke című hetilapot. Az őszirózsás forradalom alatt a Magyar Nemzeti Tanács tagja lett, a Magyarországi Tanácsköztársaság alatt pedig beválasztották a dombóvári direktóriumba, illetve a dombóvári forradalmi törvényszék elnökének is megtették. A kommün bukása után elfogták, majd kivégezték.

## Családja
Felesége Kökényessy Erzsébet (Szekszárd, 1877. feb. 12. – Budapest, 1957. okt. 1.) volt, akivel Szekszárdon kötött házasságot. Négy lánya és három fia: Gyenis Erzsébet írónő (1896-1985), Tildy Zoltán köztársasági elnök felesége volt. Unokája ifj. Tildy Zoltán fényképész volt. Gyenis Sárika Anna Mária (1898-?), Gyenis Jolán Mária Anna (1899-?),1900-ban született meg Gyenis Kornélia Jozefa (1900-2000), és Gyenis Andor Emil (1900-?) ikrek. 1903-ban fia, Gyenis István József Nándor. és Gyenis János László (1904-?)

## Emlékezete
Dombóváron utca viselte a nevét.